# 와이타케레

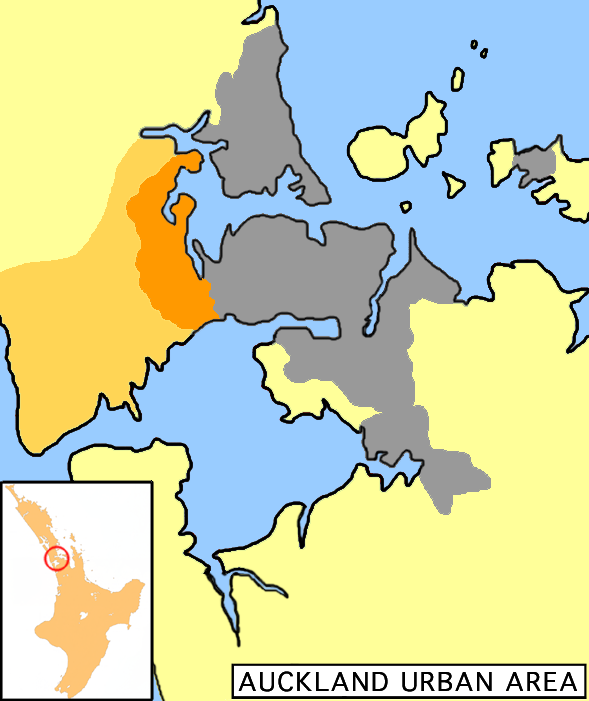
와이타케레의 위치

와이타케레 시티(Waitakere City)는 뉴질랜드의 5번째로 큰 도시이다. 오클랜드 지방에 속한다. 인구 208,100명. 2010년 오클랜드 지방이 하나의 시로 통합되면서 오클랜드 시로 편입되었다.
와이타케레 산맥이 대부분을 차지하고 있다. 산맥의 북서쪽 경사로부터 와이타케레 강이 시작하여 태즈먼해로 흘러들어간다. 상류 지역은 오클랜드 시의 물공급에 이용되는 댐이 세워져있다. 와이타케레는 마오리어로 "깊은 시냇물"이란 뜻이다.
도시는 마누카우 항구의 북서 해안선의 39,134 헥타르를 덮고 있고, 서쪽으로 태즈먼 해, 동쪽으로 와이테마타 항구, 북쪽으로 와이타케레 강 사이에 뻗어있다. 지역은 황야의 3분의 1, 도시의 3분의 1, 시골의 3분의 1으로 거칠게 짓밟혀있다. 도시의 주요 산업은 낙농업, 과일 재배, 포도주 양조, 원예업 등이다. 관광업도 발달하여, 태즈먼 해 해변의 파도타기와 와이타케레 산맥의 숲 산책으로 사람들을 끌어들이고 있다.
도시 인구의 13%는 마오리족이며, 14%는 남태평양의 도서민, 11%는 아시아인이다. 인구의 25%는 15세 이하이며, 9% 적은 인구는 65세 이상의 사람들이다.

## 역사
이 지역의 초기 거주자는 마오리족의 테 카웨라우 아 마키(Te Kawerau a Maki)와 나티 화투아(Ngati Whatua) 종족들이었다. 1830년대에 유럽인들이 제재업과 카우리 고무 발굴, 아마 축용을 목적으로 정착하였다. 1842년에는 당시 뉴질랜드에서 가장 크고 근대적이었던 덩컨 베이(Duncan Bay)에 제재소가 설립되었고, 벽돌 작업과 도예업이 그 뒤를 따랐다. 제2차 세계대전 후에는 제조업과 소기업들이 설립되었다.
마누카우 항구와 와이테마타 항구 지역에 외곽들의 번영과 함께 1952년에는 테 아타투(Te Atatu)로 향하는 노스웨스턴 모터웨이가 세워졌다.